# Ростокинские мосты

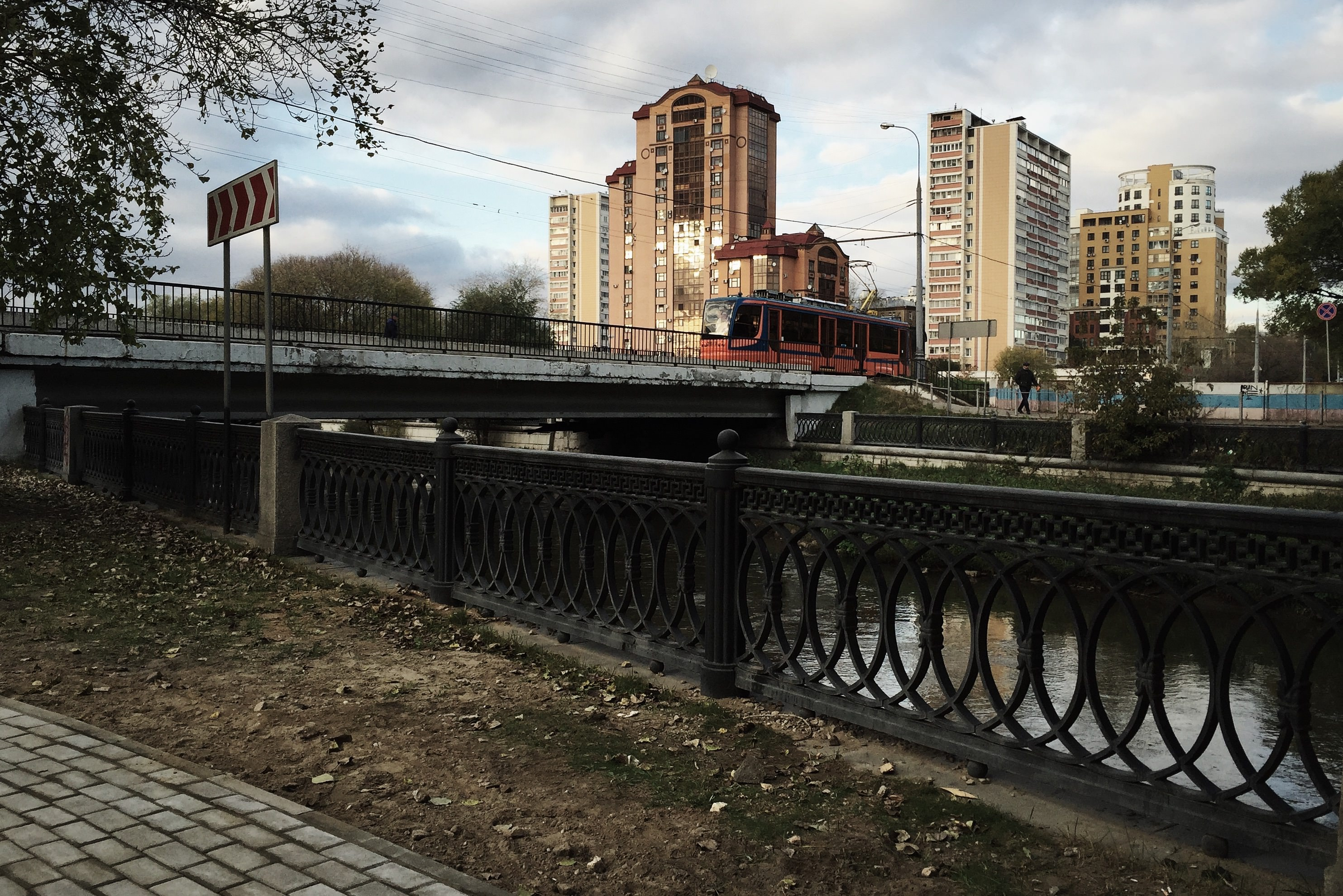
Первый (трамвайный) Ростокинский мост

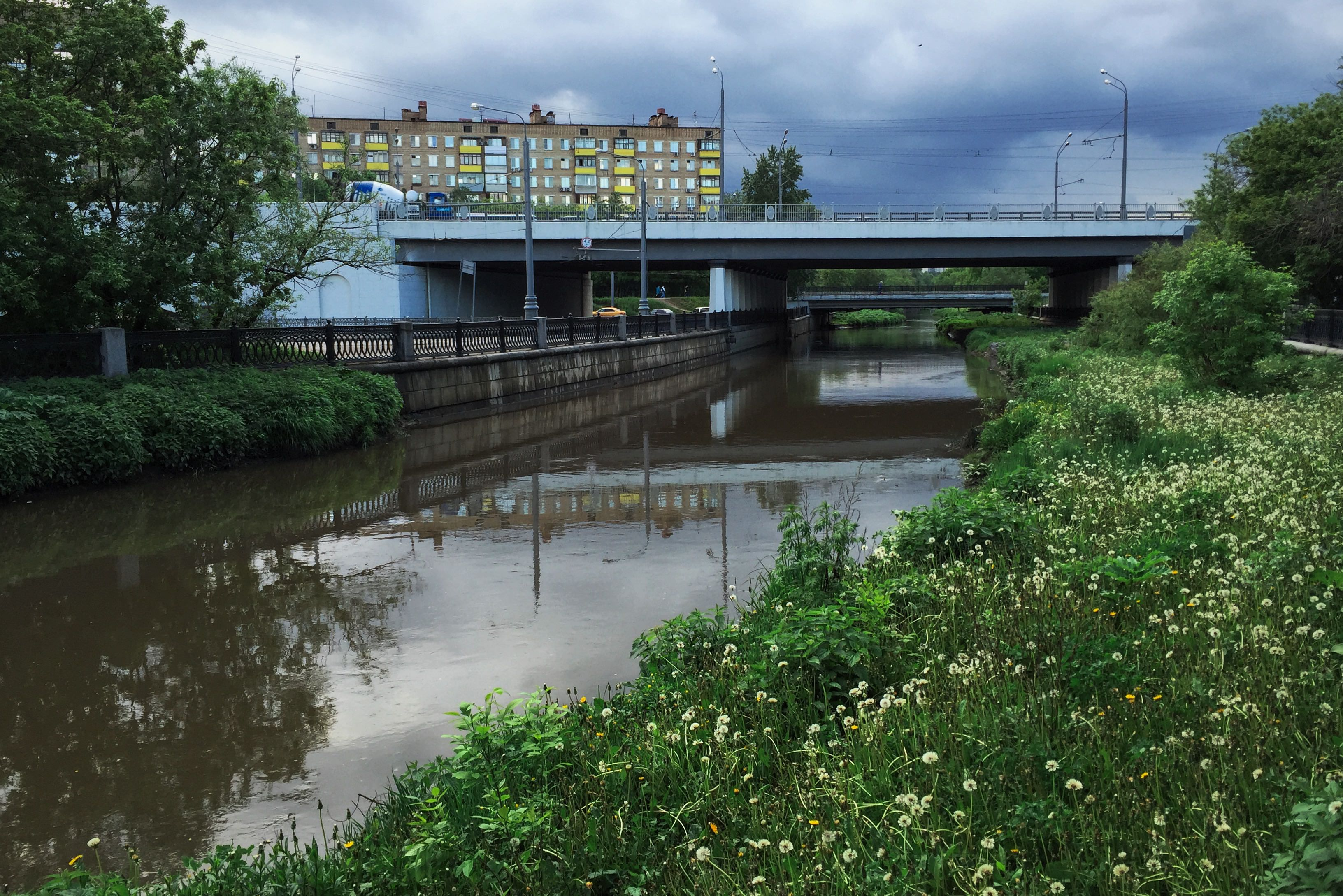
Второй (автодорожный) Ростокинский мост

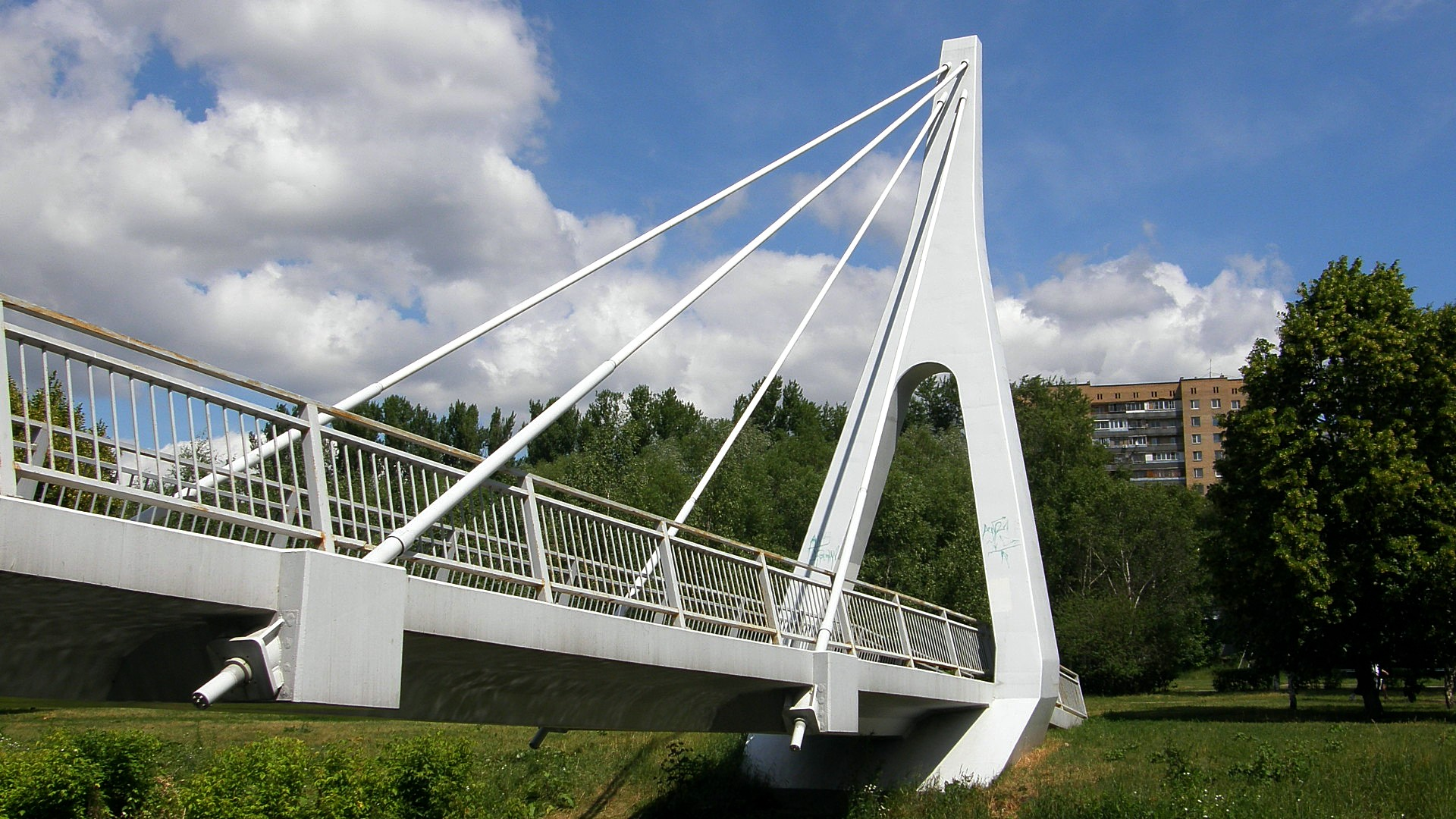
Вантовый (пешеходный) мост

Ростокинские мосты — три моста через реку Яузу в районе Ростокино города Москвы, но только два имеют официальное название.

## 1-й Ростокинский мост
Мост трамвайной линии вдоль проспекта Мира. Построен в 1979—1980 годах на месте старого Ростокинского моста, сооружённого в 1926 году. Расположен чуть выше по течению, чем 2-й Ростокинский мост (см.ниже).
Трамвайная линия, проходящая по мосту, используется 17-м маршрутом.
По бокам трамвайной линии имеются проходы для пешеходов.

## 2-й Ростокинский мост
Автодорожный мост через Яузу, по которому проходит трасса проспекта Мира. Построен в 1957 году по проекту инженера С. М. Воронина и архитектора К. П. Савельева. В 1982 году мост подвергся реконструкции.

### Техническая характеристика моста
- Длина — 113,4 метра
- Ширина — 46 метров

## Вантовый мост
Пешеходный мост построен в 2004—2006 годах и является первым мостом вантовой конструкции в Москве. Имеет одну опору. Расположен в 400 метрах выше по течению от 1-го и 2-го Ростокинских мостов.

### Техническая характеристика моста
- Высота пилона — 15 метров.
- Пролёт имеет монолитное железобетонное строение.

## Путаница с нумерацией мостов
На различных картах Москвы встречается два типа нумерации Ростокинских мостов. На одних картах автомобильный мост считается 1-м Ростокинским мостом, а трамвайный мост — 2-м; а на других картах — наоборот.
Также автомобильный мост иногда называют Ростокинским путепроводом — это неправильно: Ростокинский путепровод соединяет улицы Ростокинский проезд и улицу Бориса Галушкина и проходит над железнодорожным перегоном между станциями Маленковская и Яуза Ярославского направления Московской железной дороги.

## Другие мосты вниз по течению
Вниз по течению Яузы, от проспекта Мира по направлению к Ростокинскому акведуку, находится парк «Акведук», в котором сооружены три пешеходных моста. Два моста сооружены в 2005 году, один из них называется «Свадебным», третий — в 2006 году. Он в свою очередь заменил металлический однопролётный мост, который находился здесь с 1983 года.